# 단면환
대수기하학에서 단면환(斷面環, 영어: ring of sections)은 어떤 가역층의 거듭제곱들의 단면들로 구성된 등급환이다. 그 차원−1을 가역층의 이타카 차원([飯高]次元, 영어: Iitaka dimension)이라고 한다.

## 정의
다음이 주어졌다고 하자.
- 대수적으로 닫힌 체 {\displaystyle K}
- {\displaystyle K} 위의 대수다양체 {\displaystyle X}
- {\displaystyle X} 위의 가역층 {\displaystyle {\mathcal {L}}}

그렇다면, 다음과 같은, 자연수(음이 아닌 정수) 등급의, {\displaystyle K} 위의 등급 대수를 정의할 수 있다.
{\displaystyle \operatorname {R} ({\mathcal {L}})=\bigoplus _{n=0}^{\infty }\Gamma (X;{\mathcal {L}}^{\otimes n})}
{\displaystyle \operatorname {R} ^{n}({\mathcal {L}})=\Gamma (X;{\mathcal {L}}^{\otimes n})}
즉, 그 속에서 {\displaystyle n}차 등급의 원소는 가역층 {\displaystyle {\mathcal {L}}^{\otimes n}}의 단면이다. 이를 {\displaystyle {\mathcal {L}}}의 단면환이라고 한다.
단면환은 {\displaystyle K}-벡터 공간이며, 항상 단면들로 정의되는, 사영 공간으로의 유리 사상
{\displaystyle X\to \mathbb {P} (\operatorname {R} ({\mathcal {L}}))\cong \mathbb {P} _{K}^{\dim _{K}\operatorname {R} ({\mathcal {L}})-1}}
이 존재한다. 이 사영 공간의 차원(즉, 단면환의 차원 빼기 1)을 {\displaystyle {\mathcal {L}}}의 이타카 차원이라고 한다. 다만, 만약 {\displaystyle {\mathcal {L}}}이 효과적 인자가 아니어서 단면을 가지지 않는다면, 이타카 차원은 {\displaystyle -\infty }로 놓는다.

### 큰 가역층
다음 조건들이 서로 동치이며, 이를 만족시키는 가역층을 큰 가역층(영어: big invertible sheaf)이라고 한다.
- {\displaystyle {\mathcal {L}}}은 풍부한 가역층과 효과적 가역층의 텐서곱으로 나타낼 수 있다.
- 이타카 차원이 상계 {\displaystyle \dim X}를 포화한다.
- 단면환의 힐베르트 다항식은 {\displaystyle \dim X}차 다항식이다.

이 조건은 쌍유리 변환에 대하여 불변이며, 따라서 쌍유리 기하학에서 중요하게 쓰인다.

## 역사
이타카 시게루(일본어: 飯高 茂, 1942〜)가 이타카 차원의 개념을 “D-차원”(영어: D-dimension)이라는 이름으로 도입하였다.